# Џефри Буш
Џефри Буш (Лондон, 23. марта 1920 – Лондон, 24. фебруара 1998) био је британски композитор, учитељ и музички научник. Углавном, без формалне обуке композиције, продуцирао је широк спектар композиција у различитим жанровима, укључујући много песама и дела за хорове. Такође је уређивао и аранжирао дела других композитора. Већина његовог учења одвијала се у оквиру ванредних одељења на Оксфордском универзитету и на Лондонском универзитету. Био је популаран телевизијски водитељ на музичким програмима ББЦ-а и аутор неколико књига.

## Живот

### Детињство и младост
Буш је рођен у Килбурн-у, Лондон, 23. марта 1920, син Кристофера Буша, учитеља и писца, и његова супруга Винифред, рођена Чарт (ОДНБ биографија Џона Варака, очева имена презимена као "Чарлес Крисмас"). Бушови родитељи раздвојили су се око његовог рођења, а он никада није познавао оца. Почео је часове клавира у седмој години живота, а следеће године постао је хоритор у школи хорова катедрале у Солсберију, где је остао до 1933. године, студирајући код Валтера Алкока и стекао трајну љубав према традиционалној енглеској црквеној музици. Компоновао је са десет година. Године 1933. отишао је на Лансинг Колеџ, где су његови рани складатељски напори били изложени оштрим критикама; то га је нагнало да уништи своја рана дела, акцију због које је касније пожалио.
Док је био на Ланцингу, Буш је упознао композитора Џона Иреланда, који му је одржавао часове композиције; удружење ће трајати до смрти Иреланда 1962. године. Охрабрен од Иреланда, Буш је уписао Балиол Колеџ у Оксфорду 1938. године на Нетлесхип стипендију. Дипломирао је Б.Мус 1940. године, али његова студија у Оксфорду је прекинуо Други светски рат. Као пацифистички и савесни приговорник, Буш је служио између 1941. и 1945. као помоћник управника у хостелу Доброг пастира, дечји дом у Тредегару у Велсу. Током овог периода компоновао је знатан број дела, укључујући и његов први покушај опере, Шпански ривали, који је касније повучен. Вратио се у Оксфорд 1945. године, где је 1946. магистрирао класику и доктора музике.

### Каријера
Буш је започео учитељску каријеру 1947. Године, као ванредни предавач на Оксфорду. Године 1952. пребацио се на ванредни одсек на Лондонском универзитету где је током наредних 40 година обављао различите улоге, укључујући и улогу вишег учитеља особља од 1964. до 1980. године. Био је у великој мери одговоран за развој екстерне дипломе Универзитета у Лондону из историје музике. Такође је био гостујући професор на Кингс Колеџу у Лондону од 1969. до 1989. године, а 1986. године постао је стипендист Универзитетског колеџа у Велсу. Буш је служио у низу јавних тела, укључујући Цех композитора Велике Британије, где је био делегат Цеха током посете Совјетском Савезу 1964, Друштво за извођење права и Уметничко веће. Био је музички саветник добротворног фонда Џона Иреланда. Буш је задржао своје пацифистичке акредитиве као присталица Кампање за нуклеарно разоружање (ЦНД) и Англиканске Пацифистичке стипендије. Та интересовања огледала су се у његовој краткој опери Изједначење (1967).
Упоредо са својим учењем, Буш је компоновао велики број дела, укључујући оркестралне комаде, опере, хорове и песме. Његова увертира "Иорик" награђена је наградом Краљевског филхармонијског друштва 1949. Двадесете симфоније написао је 1950-их, од којих је прва изведена на фестивалу у Келтенам-у 1954, а на Промама 1958. Његову Другу симфонију је наручио град Гуилдфорд за 700. годишњицу оснивања града. Буш је уређивао свеске песама Хуберта Парија и Станфорда, а пружио је оркестрацију за Станфорд-ов Трећи клавирски концерт. Његови списи обухватали су неколико објављених књига, укључујући музичке креације и Листенер (1954); Лево, десно и центар (1983); и несигурно образовање (1990). Уређивао је неколико издања Музика Британије, и био је редован и популаран преноситељ музичких програма ББЦ.
Буш је био углађени пијаниста и био је оргуљаш у Цркви Светог Луке у Челсију, где је наследио Иреланда. Априла 1950. оженио се Јулијом МцКена; брак је створио два сина. Изван света музике, Буш је био одушевљен студент детективске фикције и сарађивао је са својим колегом складатељем Бруком Монтгомеријем (који је писао под именом Едмунд Криспин) у причи „Ко је убио Бекера?“. Бушев 70. рођендан 1990. године обележила је "Прослава енглеске песме", одржана у лондонској дворани Вигмор. Умро је у Лондону 24. фебруара 1998.

## Музика
Буш компониран у најразличитијим жанровима, укључујући оркестрална, коморна и клавијатурска дела, хорске радове за пратње и пратњу хорова, опера и многих песама било са клавиром или инструменталном пратњом. Био је најсрећнији када је писао песме и опере, мада је писање песама оценио као "узалудно" занимање: "То је изразито обесхрабрујуће за композитора који је написао (као што сам и ја) готово десетак циклуса које је могао пронаћи, далеко од тога отпевала их, већина певача ни не зна да постоје ". Много његових песама су поставке класичног стиха, од Куахера, Шекспира, Роберта Херика, Бена Џонсона и Шели, мада је он постављао и модерније песнике, попут Стив Смит и Кетлин Рејн.
Буш научник Елизабетанске и викторијанске музике, компоновао је махом у енглеској традицији; његове опере и неке његове касније песме одражавају утицај Пурцела и Бриттена. Није био нимало опрезан усвајању других идиома - у своју Прву симфонију укључио је споро кретање у блуес стилу, као почаст свом пријатељу и колеги-композитору Константу Ламбергу. Малцолм Миллер, у свом сажетку складатељевог дела за Грове Мусиц, пише: "Његови увиди у елизабетанску полифонију и хармонију 19. века прожимају његове бројне транскрипције и стравински аранжмане, док његова хроматичност музике, у широко тоналном идиому, воли њену љубав према контрапункт и његова деликатна, шарена оркестрација издају утицаје Прокофјева. "

## Снимања
Снимци су доступни за значајан део Бушових композиција; издато је неколико дискова који су у потпуности посвећени његовим делима, док се различите појединачне песме и други елементи могу наћи у разним албумима посвећеним енглеској музици. Главна снимљена дела обухватају обе симфоније, Иорицку увертира, Божићну кантату, Оперу лорда Артхура Савилеа и Концерт за Обоје.